# Obljaj
Obljaj es un pequeño poblado en Bosnia y Herzegovina. Obljaj se encuentra localizada al noroeste de la capital, Sarajevo, y está muy cerca de la frontera con Croacia. El acceso a esta aldea es difícil y tan sólo se llega por medio de carreteras rurales. 
Gavrilo Princip, que asesinó al archiduque Francisco Fernando y su esposa Sofía en Sarajevo en 1914, desatando la Gran Guerra, nació en este lugar en 1894 y vivió en él hasta ser expulsado de la escuela, por radicalismo antiaustríaco, y marchar a estudiar a Belgrado. Su padre trabajó como empleado postal del servicio de correos austríaco en la localidad. 